# Verónica Alcocer
Verónica del Socorro Alcocer García, née le 26 mai 1976 à Sincelejo (Sucre), est une militante colombienne, philanthrope et épouse de Gustavo Petro, 34e président de la république de Colombie. Première dame de Bogota de 2012 à 2015, elle est Première dame de Colombie depuis l'investiture de son mari à la présidence, le 7 août 2022,.
Elle a des études de droit, Alcocer est devenue la voix des communautés les plus vulnérables Alcocer est la première épouse d'un président à avoir un rôle de premier plan au sein du gouvernement à égalité avec son mari.
Née à Sincelejo, Sucre, où elle grandit et aura plus tard un fils issu d'une première relation, nommé Nicolas (en espagnol : Nicolás), elle épousera plus tard Gustavo Petro en 2000, devenant la belle-mère d'Andres (en espagnol : Andrés), Nicolas et Andrea, deux enfants du premier et du deuxième mariage de Petro. Alcocer et son mari ont également deux filles ensemble, Sofía et Antonella sur lesquelles il y a peu d'information. Elle a été une ambassadrice accrochée à la culture et à ce que représente le folklore de la culture colombienne,.

## Biographie

### Jeunesse
Verónica del Socorro Alcocer García est née le 26 mai 1976 à Sincelejo, Sucre. Elle est l'aînée de trois frères et sœurs, elle est née dans une famille conservatrice à Sincelejo ; son père était un grand admirateur de divers dirigeants du Parti conservateur,.
Durant son enfance à Alcocer, elle voulait être religieuse, même si elle commencera plus tard à étudier le droit, cursus qu'elle ne terminera jamais avec l'arrivée de son fils aîné Nicolás.

### Religion
Bien qu'elle soit l'épouse d'un président de gauche aux idéologies radicales, Alcocer a exprimé à plusieurs reprises son dévouement à la foi catholique et sa défense des droits des enfants, se montrant pro-vie, sans exprimer son rejet de toute politique comme l'avortement.

## Activités ultérieures
Alcocer a accompagné Petro lors de ses candidatures présidentielles, et on dit qu'elle était une proche conseillère de lui lorsqu'il était maire de Bogotá. En plus de son activité politique, elle a consacré son temps à l'activisme social, a entrepris des programmes d'aide aux enfants, aux adolescents et aux personnes âgées et a déclaré qu'elle cherchait à donner une image positive de la Colombie.
Elle a souligné l'importance du rôle important qu'elle jouera en tant que première dame, étant son soutien inconditionnel à son mari, Gustavo Petro.
Alcocer se déclare ambassadrice de la mode et du design colombiens.

## Première dame de Colombie
Après la victoire de son mari à l'élection présidentielle du 19 juin 2022, Alcocer est devenue officiellement la 34e femme à détenir la distinction de Première Dame de la Nation, en tant qu'épouse et compagne du chef de l'État colombien, Alcocer a assumé cette distinction dans une manière responsable, elle est sûre que plus qu'un engagement c'est une entière obligation qu'elle se sent fière d'exercer.
Après la victoire de son mari, elle s'est déclarée pour un média local ;
« Il y a un bureau et il y a des frais. Il y a beaucoup de choses à faire, que ce soit officiel ou non. L'ordre du jour est fixé par moi, mais il est surtout fixé par les besoins des gens. Du point de vue d'un citoyen ordinaire, j'ai vu ce rôle extrêmement distant. Je pense qu'il faut être en contact avec les gens pour les écouter et canaliser ce dont ils ont clairement besoin ». Verónica Alcocer - El Tiempo.

### Voyages et activités à l'étranger
Le 19 septembre 2022, Verónica Alcocer et le ministre des Affaires étrangères, ont assisté aux funérailles de la reine Elizabeth II à l'abbaye de Westminster, aux côtés de 500 dignitaires étrangers.
Le 19 septembre 2022, Verónica Alcocer s'est rendue au Japon en compagnie du ministre des Affaires étrangères pour assister aux funérailles nationales de l'ancien Premier ministre japonais Shinzo Abe le 27 septembre, aux côtés des représentants d'au moins 217 pays,.
Le 14 janvier 2023, elle rencontre le pape François en audience à la Bibliothèque du palais apostolique, d'une durée de 30 minutes, au cours de laquelle ils ont discuté de questions liées à la violence intrafamiliale, aux mauvais traitements infligés aux femmes et aux enfants de son pays.
Le 3 janvier 2023, une réunion a lieu entre Verónica Alcocer et Cilia Flores,, Première dame du Venezuela, lors duquel elles ont un échange portant sur la culture. Plus tard, Verónica Alcocer rencontre le président du Venezuela, Nicolás Maduro,.
Le 3 mai 2023, elle accompagne son mari Gustavo Petro lors de sa visite d'État en Espagne.
Le 6 mai 2023, Verónica Alcocer et le ministre des Affaires étrangères, Álvaro Leyva, sont les représentants du gouvernement colombien au couronnement de Charles III et de Camilla.

## Distinctions
- Grand-croix de l'ordre d'Isabelle la Catholique